# 소급효
소급효(遡及效)란 법적 효력이 과거로 거슬러 올라가 발생하는 것을 뜻하는 법률용어이다.
소급효는 법적 정의나 형평성이라는 개념에는 합치될 수 있지만, 법에 대한 신뢰성(법적 안정성)에 반하는 단점을 가지고 있다. 따라서, 사람의 처벌을 규정하는 형법에서는 사후입법(事後立法)의 소급효를 금지한다.(대한민국 헌법 제13조: 형벌 불소급의 원칙)

## 판례
- 게임산업진흥에 관한 법률 시행령 제18조의 3의 시행일 이전에 위 시행령 조항 각 호에 규정된 게임머니를 환전, 환전 알선, 재매입한 영업행위를 처벌하는 것은 형벌법규의 소급효금지의 원칙에 위배된다.[1]
- 구성요건이 신설된 상습강제추행죄가 시행되기 이전의 범행을 상습강제추행죄로는 처벌할 수 없고 행위시법에 기초하여 강제추행죄로 처벌할 수 있을 뿐이다.[2]
- 공개명령 제도가 시행된 2010. 1. 1. 이전에 범한 범죄에도 공개명령 제도를 적용하도록 아동․청소년의 성보호에 관한 법률이 2010. 7. 23. 개정되었다면 소급입법금지의 원칙에 반하지 않는다.[3]
- 도로교통법 제148조의 2 제1항 제1호에서 정하고 있는 ‘도로교통법 제44조 제1항을 2회 이상 위반한’ 것에 개정된 도로교통법이 시행된 2011. 12. 9. 이전에 구 도로교통법 제44조 제1항을 위반한 음주운전 전과까지 포함되는 것으로 해석하는 것이 형벌불소급의 원칙에 위배된다고 할 수 없다[4]
- 대법원 양형위원회가 설정한 ‘양형기준’이 발효하기 전에 공소가 제기된 범죄에 관하여 형을 양정함에 있어서 위 양형기준을 참고자료로 삼은 것은 법률을 소급하여 적용한 위법이 있다고 할 수 없다.[5]